# 展萼雪山报春
展萼雪山报春（学名：Primula youngeriana），为报春花科报春花属下的一个植物种。